# St. Maurinus (Lützenkirchen)

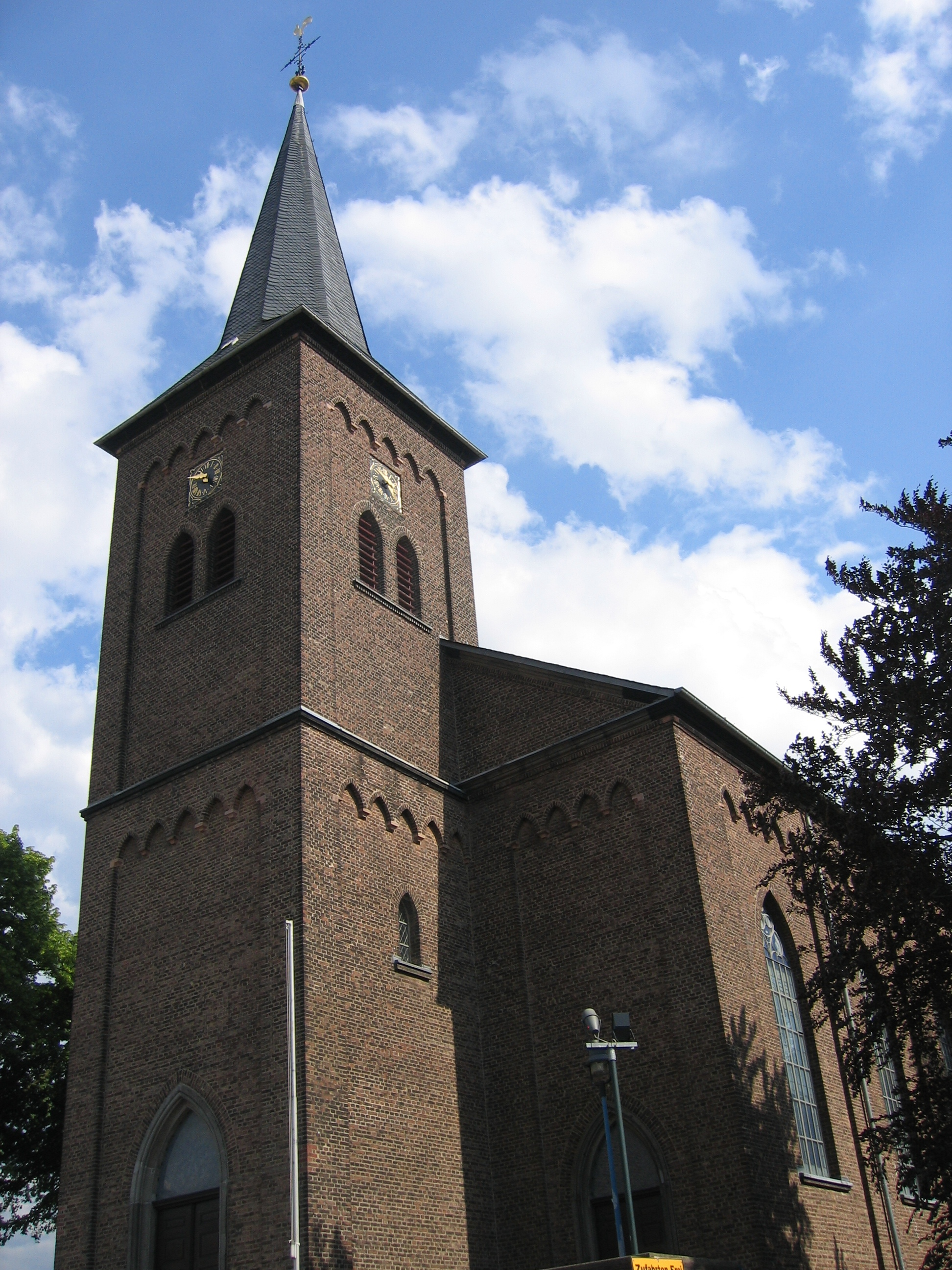
St. Maurinus (2008)

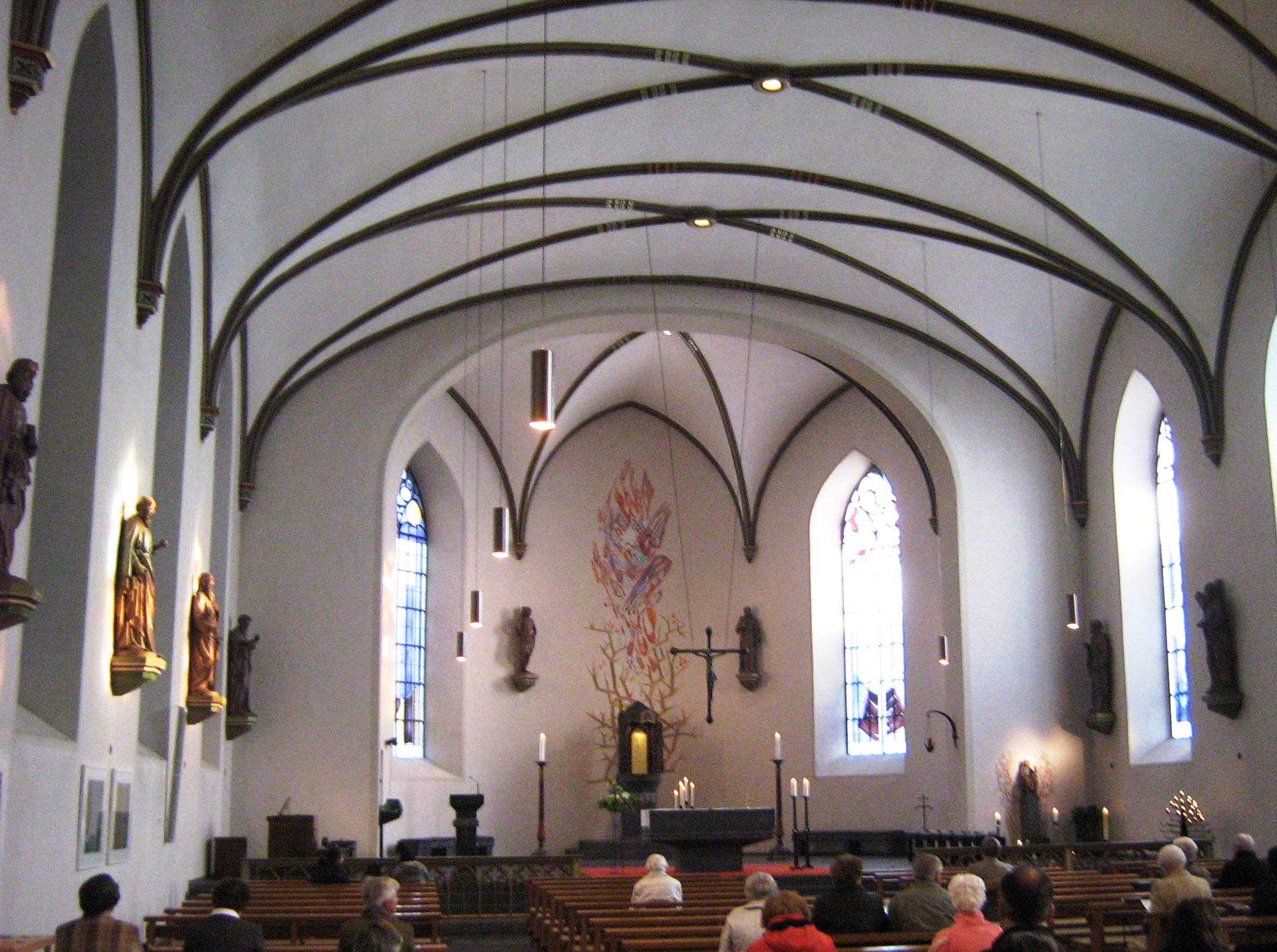
Inneres (2012)

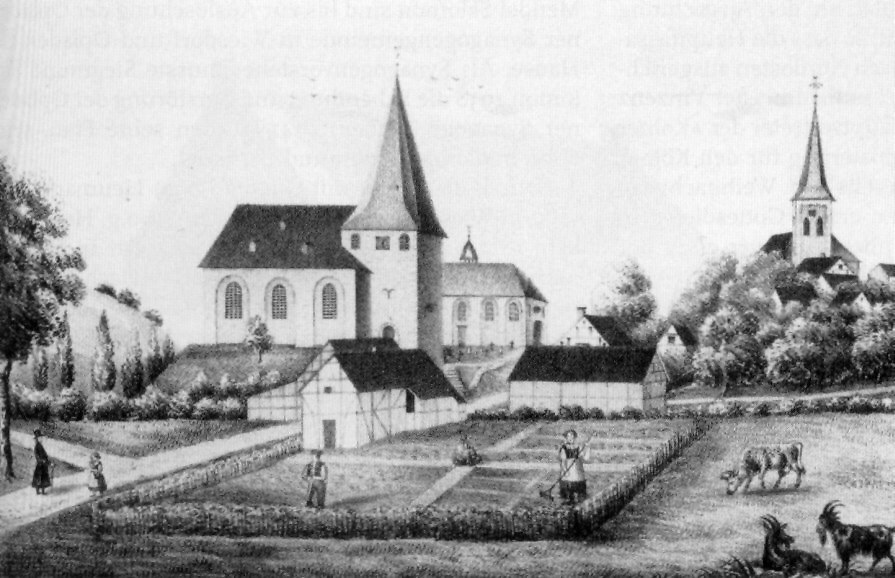
St. Maurinus um 1844

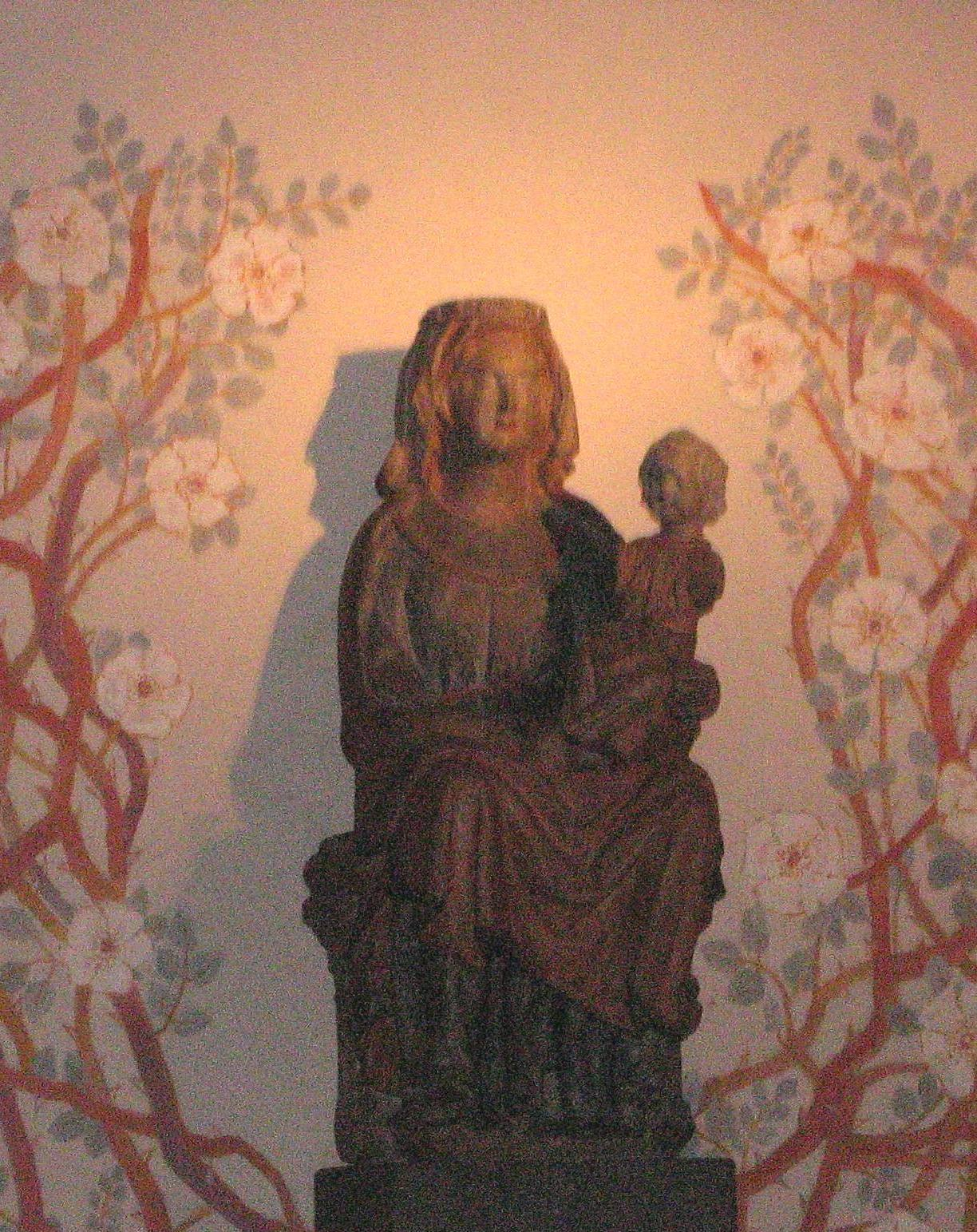
Muttergottes von Lützenkirchen

Die Kirche St. Maurinus ist ein römisch-katholisches Gotteshaus im Leverkusener Stadtteil Lützenkirchen und seit dem 1. Januar 2011 Pfarrkirche der Pfarrgemeinde „St. Maurinus und Marien – Katholische Kirchengemeinde für Lützenkirchen und Quettingen“. Als einzige Kirche im Erzbistum Köln trägt sie das Patrozinium des heiligen Maurinus von Köln, über dessen Persönlichkeit jedoch wenig bekannt ist. Möglicherweise war er Abt und Märtyrer. Seine Gebeine werden in der Kölner Kirche St. Pantaleon verehrt.

## Geschichte
Eine Pfarrei bestand in Lützenkirchen bereits im 12. Jahrhundert. Um 1160 wird sie in der „Deutzer Handschrift“ als eine Pfarrei erwähnt, die die Benediktinerabtei St. Heribert in Deutz regelmäßig durch Geldspenden unterstützte. Die erste Kirche wurde um 900 errichtet. Sie stand oberhalb des Wiembachs, etwas unterhalb der heutigen Annakapelle. 1311 wird ein „Klöckner“ erwähnt. Die älteste bekannte Glocke stammt jedoch erst aus dem Jahr 1519. Um 1600 muss die Kirche in einem schlechten baulichen Zustand gewesen sein. 1683/84 wurde das Kirchenschiff niedergelegt, der Turm blieb erhalten.
Die zweite Kirche wurde zwischen 1683 und 1686 unter Pfarrer Hermann Fabritius an der alten Stelle an den Kirchturm angebaut.
Von etwa 1695 bis 1715 halfen Franziskaner in der Pfarrseelsorge in Lützenkirchen aus, weil die Pfarrstelle nicht besetzt war. In dieser Zeit wurde die Annakapelle erbaut.
Nach der Säkularisation des Kirchenvermögens 1803 ging auch der Besitz an der Maurinuskirche auf den Staat über. Der preußische Staat löste die sich daraus ergebende Baulast mit Unterhaltungsverpflichtung am 15. Februar 1841 durch Zahlung von 3870 Thalern an den Kirchenvorstand ab. Nach Eingang der Ablösesumme nahm der Kirchenvorstand und Pfarrer Klein den Bau der dritten, heutigen Pfarrkirche in Angriff. Die bestehende Kirche und der alte Turm in der Nähe des Wiembachs wurden abgerissen. Der Wegebaumeister Schmitz aus Wermelskirchen wurde mit dem Neubau beauftragt. Am 30. September 1844 wurde der Grundstein gelegt. Wegen unterschiedlicher baulicher Schwierigkeiten und Auseinandersetzungen kam der Bau nur langsam voran. So stürzte ein Chorbogen ein, und ein Bauarbeiter kam durch einen Sturz vom Baugerüst ums Leben. Geldmangel musste durch eine Anleihe und eine Hauskollekte im Regierungsbezirk Düsseldorf überwunden werden. Am 14. November 1847 weihte Dechant Stephan Joseph Krey aus Opladen die neue Kirche. Konsekriert wurde sie erst am 10. Juni 1976.
St. Maurinus ist die Mutterpfarrei mehrerer benachbarter Pfarrgemeinden. Bis zu ihrer kirchenrechtlichen Selbständigkeit, die zwischen 1560 und 1582 erreicht wurde, war die St.-Nikolaus-Kapelle in Steinbüchel eine Filialkirche von St. Maurinus. Ebenfalls gehörten Teile von Burscheid zur Pfarrei. 1860 wurde dort – erstmals nach der Reformation – wieder eine katholische Kapelle eingeweiht; 1888 wurde St. Laurentius Burscheid zur selbständigen Pfarrei. 1914 kam es zu einem Kirchbau in Quettingen, und 1930 wurde St. Maria Rosenkranzkönigin Quettingen als Rektoratspfarrei von St. Maurinus abgepfarrt. Seit dem 1. Januar 2011 fusionierten die Pfarrgemeinden Lützenkirchen und Quettingen zur Katholischen Kirchengemeinde St. Maurinus und Marien. Ab dem 1. September 2022 bildet die Pfarrei St. Maurinus und Marien mit der Pfarrei St. Remigius den Sendungsraum St. Maurinus und Marien und St. Remigius mit gemeinsamem Seelsorgerteam und insgesamt sieben Kirchorten.

## Gebäude und Ausstattung
Die heutige Kirche wurde als einschiffiger breitgelagerter Backsteinsaal mit Halbkreisapsis im Stil des späten Klassizismus am Beginn der Neugotik gebaut. Das Kirchenschiff ist ca. 50 Meter lang, etwa 16 Meter breit und innen 13 Meter hoch. Das gotische Kreuzrippengewölbe führte der Architekt wegen der Breite der Kirche aus Gewichtsgründen nicht aus Stein, sondern aus Holz aus, und so entstand ein durchgehender Raum ohne Säulen.
Der Turm hat eine Höhe von 41,20 Meter bis zum Ellipsoid, und darauf erhebt sich das Kreuz mit einer Höhe von 4 Metern mit einem Wetterhahn. Die Turmuhr hat pro Ziffernblatt jeweils ein Gewicht von 300 kg und ist 1,30 mal 1,30 Meter groß. Die Kirche nimmt einen Platz von 700 Quadratmetern ein. Das Raumvolumen des Kirchenschiffes beträgt ca. 6.018,67 Kubikmeter.
Der Chorraum wurde 1968 umgestaltet. Den Altar, das Kreuz und den Tabernakel schuf Sepp Hürten aus Köln. Die Muttergottes von Lützenkirchen (ca. 1260) stammt aus der alten Maurinuskirche. Den brennenden Dornbusch (1985) hinter dem Tabernakel malte Marga Wagner aus Köln.
Die 14 Stationen des Kreuzwegs wurden von HAP Grieshaber gestaltet. Hubert Spierling schuf 1997/98 neue Fenster für die Kirche. In 12 Jesusfenstern stellte er die Hauptthemen der christlichen Verkündigung nach Markus dar.

## Orgel
Die Orgel stammt vom Orgelbau Weyland aus Leverkusen-Hitdorf und besitzt 22 Register auf zwei Manualen und Pedal.
| I Hauptwerk |       |
| Prinzipal   | 8′    |
| Offenflöte  | 8′    |
| Gedackt     | 8′    |
| Oktave      | 4′    |
| Blockflöte  | 2′    |
| Oktävchen   | 1′    |
| Cornett 4f. | 8′    |
| Mixtur 4f.  | 1 ⁄3′ |
| Trompete    | 8′    |

| II Schwellwerk    |    |
| Bordun            | 8′ |
| Salicet           | 8′ |
| Prinzipal         | 4′ |
| Querflöte         | 4′ |
| Superoktave       | 2′ |
| Sesquialter 1-3f. |    |
| Scharff 4f.       | 1′ |
| Holz-Dulzian      | 8′ |
| Tremulant         |    |

| Pedal         |       |
| Subbass       | 16′   |
| Prinzipalbass | 8′    |
| Gedacktbass   | 8′    |
| Choralbass    | 4′+2′ |
| Fagott        | 16′   |

- Koppeln:  II/I, I/P, II/P

## Glocken
| Nr. | Name               | Gussjahr | Gießer                           | Durchmesser (mm) | Masse (kg) | Schlagton (HT-1/16) |
| 1   | Marien-Glocke      | 1957     | Fa. Feldmann & Marschel, Münster | 1.322            | 1.450      | d1 +8               |
| 2   | Johannes-Glocke    | 1519     | Jan van Nuisse, Aachen           | 1.186            | 1.250      | e1 +9               |
| 3   | Josef-Glocke       | 1691     | Johannes Bourlet, Jülich         | 1.087            | 800        | fis1 +4             |
| 4   | Margarethen-Glocke | 2001     | Petit & Gebr. Edelbrock, Gescher | 990              | 475        | a1 +2               |